# Åsa Maj Jonzon
Åsa Maj Jonzon, född 1975, är en svensk journalist, psykolog och musiker. 
Hon arbetar idag som psykolog vid psykiatriska mottagningen i Tranås, Region Jönköping. Under åren 2017–2021 etablerade och utvecklade hon Unga Lukas, Förbundet S:t Lukas satsning på ungas psykiska hälsa. Hon är engagerad i frågor som rör helhetsperspektiv på psykisk hälsa och betydelsen av psykoterapi och samtal för unga vuxna.[källa behövs]
Mellan år 2001 och 2008 arbetade Åsa Maj Jonzon på TV4 där hon bland annat var programledare och producent för Nyhetsmorgon Stockholm och reporter på TV4-Nyheterna. Hon har också under åren 2001–2015 arbetat på Sveriges Radio som reporter för P1 och P4 och som programledare och producent för program som God Morgon Stockholm och Karlavagnen.  
Åsa Maj Jonzon frilansar också som sångerska och violinist. Hon har tidigare varit sångerska i storbanden Big Paq (Uppsala/Stockholm) och Nevergreen Big Band (Sundsvall). Hon spelade under åren 2006–2014 föreställningen "Because You're Worth It – en musikföreläsning om människovärde".